# Classe Göteborg
La classe Göteborg est une classe de corvettes de la marine suédoise, construite entre 1986 et 1993. 
D'abord commandée pour la lutte anti-sous-marine et anti-navire, dans le cadre de la guerre froide, les corvettes de cette classe devaient être équipées de 8 RBS-15 et de torpilles en plus d'un canon de 57 mm et d'un de 40 mm.
En 1991, la chute de l'URSS provoque l'annulation de la construction des corvettes HSwMS Härnösand (K26) et HSwMS Helsingborg (K25) ; donc quatre des six corvettes prévues ont été construites.
En 2019, seuls deux navires sont encore en activité. Le K22 - HSwMS Gävle commissionné le 17 septembre 1990 et le K24 - HSwMS Sundsvall commissionné 7 juin 1993 sont les deux derniers exemplaires de la classe Göteborg  à être encore en activité. Ces corvettes participent aux opérations militaires internationales sous le mandat de l'ONU. Entre 2006 et 2007, ces deux bâtiments de la Marine Royale Suédoise ont participé aux opérations de l'ONU sur les côtes du Liban.
De 2019 à 2020, ces deux navires vont subir de lourdes modifications pour les adapter à leurs nouvelles missions. Elles deviendront les deux seuls exemplaires de la classe Gävle, la nouvelle classe de corvettes.